# Macrostylis ovata
Macrostylis ovata är en kräftdjursart som beskrevs av Yakov Avadievich Birstein 1970. Macrostylis ovata ingår i släktet Macrostylis och familjen Macrostylidae. Inga underarter finns listade i Catalogue of Life.